# Bliskoistočni akutni respiratorni sindrom
Bliskoistočni akutni respiratorni sindrom  (akronim MERS od engleske reči  Middle East Respiratory Syndrome) ili kamilji grip je virusna bolest organa za disanje izazvana jednim od virusa iz familija koronavirusa — sojem MERS-CoV, sa tipičnim simptomima koji uključuju temperaturu, kašalj i dispneju. Pneumonija je česta, ali nije uvek prisutna. Prijavljeni su i gastrointestinalni simptomi, uključujući proliv. Neki laboratorijski potvrđeni slučajevi infekcije MERS-CoV prijavljeni su kao asimptomatski (bez kliničkih simptoma). Većina ovih asimptomatskih slučajeva otkrivena je agresivnim traganjem za osobama koje su bile u kontaktu sa laboratorijski potvrđenog slučaja. Oko 35% prijavljenih bolesnika sa MERS-CoV infekcijom je umrlo.
Sindrom se prvi put pojavio u epidemiji 2012—2014. godine u Saudijskoj Arabiji. 
Najveća lekcija koju je čovečanstvo naučio posle ove epidemije je da je svet „mali”, i da bolest s jednog kraja sveta, može da se vrlo brzo pojavi, i na drugoj zemaljskoj polulopti. U takvim uslovima zdravstvena bezbednost planete Zemlje od masovnijeg širenja MERS-a zavisi pre svega od tesne saradnja svih subjekata u ranom prepoznavanju tih pretnji i njihovom potpunom zaustavljanju (što je pre moguće).

## Epidemiologija
Morbiditet/Mortalitet
Koronavirus, MERS-CoV privi put se pojavio 2012. godine u Saudijskoj Arabiji. Iako je većina obolelih s područja Bliskog Istoka, opisano je dosta slučajeva i u drugim područjima sveta (Severna Afrika, Evropa, Azija i Severna Amerika). Svi slučajevi obolevanja prijavljeni van područja Bliskog Istoka su ili boravili na Bliskom Istoku/Južnoj Koreji ili su bili u kontaktu sa osobom koja je boravila na području Bliskog Istoka/Južne Koreje u periodu inkubacije.
U periodu od pojave bolesti 2012. godine do januara 2020. godine na globalnom nivou sindrom je registrovan u 26 zemalja, sa najvećim brojem obolelih (oko 85%) registrovan  u Saudijskoj Arabiji.
| Kretanje Bliskoistočnog akutnog respiratornog sindroma od 2012—2020. | Kretanje Bliskoistočnog akutnog respiratornog sindroma od 2012—2020. | Kretanje Bliskoistočnog akutnog respiratornog sindroma od 2012—2020. | Kretanje Bliskoistočnog akutnog respiratornog sindroma od 2012—2020. | Kretanje Bliskoistočnog akutnog respiratornog sindroma od 2012—2020.                                                            |
| Period                                                               | Broj osoba kod kojih je potvrđeno prisustvo virusa                   | Ukupan broj slučajeva sa smrtnim ishodom                             | Procenat smrtnosti                                                   | Napomene |
| -------------------------------------------------------------------- | -------------------------------------------------------------------- | -------------------------------------------------------------------- | -------------------------------------------------------------------- | --- |
| Od 2012. do 15. 1. 2020.                                             | 2.506                                                                | 862                                                                  | 34,3%                                                                | Većina slučajeva prijavljena je u Saudijskoj Arabiji (2.121), uključujući i 788 smrtnih slučajeva sa stopom smrtnosti od 37,1%. |

## Mikrobiologija
Soj MERS-CoV je beta zoonotski virus iz grupe koronavirusa, otkriven 2012. godine u Saudijskoj Arabiji. On je drugačiji od ostalih koronavirusa do sada poznatih kod ljudi, koji se prenosi između životinja i ljudi. Iako je familij virusa MERS-CoV sličana familiji virusa SARS-CoV, ona nije isti koronavirus koji je izazvao teški akutni respiratorni sindrom (SARS) 2002. i 2003. godine u Kini.
Studije su pokazale da su ljudi zaraze ovim sindromom direktnim ili indirektnim kontaktom sa zaraženim jednogrbim kamilama, kod kojih je MERS-CoV identifikovan u nekoliko zemalja Bliskog Istoka, Afrike i Južne Azije.
Poreklo virusa nije u potpunosti shvaćeno, ali prema analizi različitih genoma virusa, veruje se da je poreklom iz slepih miševa i da je prenet kamilama negde u dalekoj prošlosti.
Prisutnost više povezanih slučajeva bolesti unutar pojedinih grupa ljudi ukazuje i na interhumani prenos bolesti. Bolest se na zdrave osobe može preneti kontaktom sa obolelim ljudima nakon bliskog kontakta (najviše su ugrožene lica koje vode brigu o bolesnim pacijentima, zdravstveni radnici, članovi porodice obolelog…).

## Klinička slika
Nakon perioda inkubacije koji prosečno traje 5 dana (2—14 dana), većina osoba zaraženih MERS-CoV virusom ima kliničke znake koji variraju od asimptomatske infekcije do pneumonije s akutnim respiratornim distresnim sindromom pa čak i multiorganske disfunkcije koja može završiti smrtnim ishodom. 
Kod većine bolesnika bolest progredira u pneumoniju u prvoj nedelji nakon početka simptoma  sa znacima teške akutne respiratorne bolest:
- visoka temperatura,
- bolovi u mišićima
- malaksalost,
- kašalj,
- dispneja,
- proliv
- teškim poremećajem plućne ventilacije za čije je lečenje često potrebna mehanička ventilacija i prijem u jedinicu intenzivne nege.

Teži oblici bolesti češće se javljaju kod osoba narušenog imunološkog sistema, starijih osoba i kod obolelih od hroničnih bolesti (šećerna boles, tumori i plućne bolesti).

## Dijagnoza
Da bi se neka zarazna virusna bolest, kod bolesnika proglasila za Bliskoistočni akutni respiratorni sindrom, ona mora da ispuni neke od sledećih osnovnih i dopunskih uslova: 
Osnovni uslovi
Bliskoistočni akutni respiratorni sindrom se definiša kao bolest: 
- sa teškom akutnom respiratornom infekcijom koja zahteva bolničko lečenje,
- sa temperaturom (jednakom ili višom od 38C) ili u anamnezi sa temperaturom,
- kašljem,
- dokazom o bolesti plućnog parenhima (klinički ili radiološki dokazano zapaljenje  pluća ili akutni respiratorni distres sindrom, ARDS)
- koja ne može da se objasni drugim uzročnikom ili etiologijom

Dopunski uslovi
Pored navedeno bolesnik da mora da ipunjava najmanje jedan, od sledećih kriterijuma:
- Da je stanovnik ili osoba koja je putovala u države Bliskog Istoka gde se pretpostavlja da je MERS-CoV bio u cirkulaciji 14 dana pre početka bolesti.
- Da je ostvario bliski kontak u vremenu od 14 dana pre pojave bolesti sa laboratorijski potvrđenim slučajem MERS-CoV dok je oboleli imao simptome.
- Da je deo klastera od dva ili više epidemiološki povezana slučaja u periodu od dve nedelje, koja zahtevaju lečenje u jedinici intezivne nege bez obzira na podatke o putovanju.

## Diferencijalna dijagnoza
| Karakteristike zaraženih pacijenata SARS-CoV-2, MERS-CoV, SARS-CoV | Karakteristike zaraženih pacijenata SARS-CoV-2, MERS-CoV, SARS-CoV | Karakteristike zaraženih pacijenata SARS-CoV-2, MERS-CoV, SARS-CoV | Karakteristike zaraženih pacijenata SARS-CoV-2, MERS-CoV, SARS-CoV |
| Bolest                                                             | SARS-CoV-2                                                         | MERS-CoV                                                           | SARS-CoV                                                           |
| Slika                                                              |                                                                    |                                                                    |                                                                    |
| Demografija                                                        | Demografija                                                        | Demografija                                                        | Demografija                                                        |
| ------------------------------------------------------------------ | ------------------------------------------------------------------ | ------------------------------------------------------------------ | ------------------------------------------------------------------ |
| Vreme otkrivanja                                                   | Decembar 2019                                                      | Juni 2012                                                          | Novembar 2002                                                      |
| Mesto otkrivanja                                                   | Vuhan, Kina                                                        | Džeda, Saudijska Arabija                                           | Guandung, Кина                                                     |
| Prosek starosti                                                    | 49                                                                 | 56                                                                 | 39,9                                                               |
| Starostna dob                                                      | 21–76                                                              | 14–94                                                              | 1—91                                                               |
| Muško : ženski odnos                                               | 2,7:1                                                              | 3,3:1                                                              | 1:1,25                                                             |
| Potvrđeni slučajevi                                                | 101.601                                                            | 2.494                                                              | 8.096                                                              |
| Broj smrtnih slučajeva                                             | 3.460 (3.4%)                                                       | 858 (37%)                                                          | 744 (10%)                                                          |
| Zdravstvenih radnika                                               | 16                                                                 | 9.8%                                                               | 23.1%                                                              |
| Simptomi                                                           |                                                                    |                                                                    |                                                                    |
| Temperatura                                                        | 40 (98%)                                                           | 98%                                                                | 99—100%                                                            |
| Suvi kašalj                                                        | 31 (76%)                                                           | 47%                                                                | 29—75%                                                             |
| Dispneja                                                           | 22 (55%)                                                           | 72%                                                                | 40—42%                                                             |
| Dijareja                                                           | 1 (3%)                                                             | 26%                                                                | 20—25%                                                             |
| Upala grla                                                         | 0                                                                  | 21%                                                                | 13—25%                                                             |
| Ventilaciona podrška                                               | 9.8%                                                               | 80%                                                                | 14—20%                                                             |

## Terapija
Trenutno ne postoje preporuke za specifično antivirusno lečenje, već se primjenjuje samo simptomatska terapija.
Vakcinacija
Trenutno ne postoji odobrena vakcina za sprečavanje bolesti, dok je nekoliko vakcina u razvoju.

## Prevencija
Rano otkrivanje, lečenje i izolacija obolelih, zajedno sa odgovarajućim preventivnim merama za sprečavanje i kontrolu infekcije može se sprečiti prenos MERS-CoV sa čoveka na čoveka.
U radu se obolelim ili sumnjivim slučajevima na MERS-CoV infekciju, u prevenciji širenja infekcije preporučuju se primena standardnih mera zaštite, od kontaktna, kapljica i aerosola.
Како MERS-CoV izaziva teže forme bolesti kod ljudi sa nekim hroničnim stanjima, kao što su šećerna bolest, bubrežna insuficijencija, hronične bolesti pluća i oslabljenog imuniteta, neophodo je da ove osobe izbegavaju bliski kontakt sa životinjama, posebno jednogrbim kamilama, kada posećuju farme, pijace ili staje u kojima se zna da potencijalno cirkuliše virus, piju sirovo kamilje mleko ili kamilji urin ili jesdu meso koje nije pravilno termički obrađeno. Takođ ove osobe trebaju poštovati opšte higijenske mere, kao što je redovno pranje ruku pre i posle dodirivanja životinja i izbegavanje kontakta sa bolesnim životinjama.

## Napomene
1. ↑  Simptomi su zasnovan na prvih 41 bolesnika
2. 1 2  Na dan 6. mart 2020.
3. ↑  На дан 21. јануар 2020; други податак на дан 21. јануар 2020. Објављено 24. јануара 2020.

## Spoljašnje veze
- Frequently asked questions on Middle East respiratory syndrome coronavirus (MERS‐CoV) (језик: енглески)

|  | Molimo Vas, obratite pažnju na važno upozorenje u vezi sa temama iz oblasti medicine (zdravlja). |